# Sainte-Soline
Sainte-Soline é uma comuna francesa na região administrativa da Nova Aquitânia, no departamento de Deux-Sèvres. Estende-se por uma área de 25,65 km². Em 2010 a comuna tinha 362 habitantes (densidade: 14,1 hab./km²).